# ناتاليا تينا
ناتاليا غاستياين تينا (بالإنجليزية: Natalia Tena) (ولد في 1 نوفمبر 1984) ممثلة وموسيقية إنجليزية لعبت دور نيمفادورا تونكس في سلسلة  هاري بوتر، وعن دور أوشا في غيم أوف ثرونيس.

## مسيرة حياتها
ممثلة وموسيقية إنجليزية ذات أصول اسبانية. طليقة في اللغتين الاسبانية والإنكليزية.ولدت 1 نوفمبر عام 1984 في لندن والديها من اصل اسباني , وبدأـ التمثيل بدورها في فيلم About a Boy عام 2002 , كما انها شاركت في سلسلة افلام هاري بوتر من عام 2007 ظهرت لأول مرة عام 2002 في دور(أيلي) وبعض الأدوار الصغيرة وإعلانات عن منتجات تجارية. ليحالفها الحظ مؤخرا في دور مهم من خلال السلسلة الخيالية (هاري بوتر) مما دفع بها إلى شهرة واسعة ولما تتمتع به من جاذبية وقدرات فنية رائعة. من أشهر أفلامها هو فلم (ما بعد الموت) و(هدايا السيد أندرسون) و(الأسرار الخفية). عدد من الأفلام والإنتاجات المسرحية البريطانية. وكان الدور الأكبر لها حتى الآن أن من نيمفادورا تونكس في هاري بوتر وجماعة العنقاء (2007). 
مثلت أيضا في مسلسل صراع العروش (game of thrones) 

## الجوائز
| عام  | الجائزة                           | الفئة                            | العمل     | النتيجة | مراجع. |
| ---- | --------------------------------- | -------------------------------- | --------- | ------- | ------ |
| 2014 | مهرجان مالقة السينمائي السابع عشر | جائزة بيزناغا الفضية لأفضل ممثلة | 10,000 كم | فوز     | [ 2 ]  |

## روابط خارجية
- ناتاليا تينا على موقع IMDb (الإنجليزية)
- ناتاليا تينا على موقع روتن توميتوز (الإنجليزية)
- ناتاليا تينا على موقع ألو سيني (الفرنسية)
- ناتاليا تينا على موقع ميوزك برينز (الإنجليزية)
- ناتاليا تينا على موقع تيرنر كلاسيك موفيز (الإنجليزية)
- ناتاليا تينا على موقع أول موفي (الإنجليزية)
- ناتاليا تينا على موقع قاعدة بيانات الأفلام السويدية (السويدية)
- ناتاليا تينا على موقع إن إن دي بي (الإنجليزية)
- ناتاليا تينا على موقع ديسكوغز (الإنجليزية)
- ناتاليا تينا على موقع قاعدة بيانات الفيلم (الإنجليزية)